# Dordogne
För andra betydelser, se Dordogne (olika betydelser).
Dordogne är ett departement i regionen Nouvelle-Aquitaine i sydvästra Frankrike, namngiven efter floden Dordogne. I den tidigare regionindelningen som gällde fram till 2015 tillhörde Dordogne regionen Aquitaine. Departementet har drygt 400 000 invånare (2007). Största stad och huvudort (prefektur, franska: préfecture) är Périgueux.
Dordogne är i historien känt under namnet Périgord.

## Geografi
Departementet ligger i östra delen av Nouvelle-Aquitaine. I söder och sydväst gränsar Dordogne till departementen Lot-et-Garonne och Gironde, i nordväst till departementen Charente-Maritime och Charente, i nordost till departementen Haute-Vienne och Corrèze, i sydost till regionen Occitanien med departementet Lot. Departementets två viktigaste floder är Dordogne och Isle. Dordogne flyter genom departementets södra delar från öst till väst, bland annat genom den näst största staden, Bergerac. Från nordost kommer floden Isle genom huvudstaden Perigueux och vidare mot väster. 
I norra delen av departementet befinner sig en del av naturparken Périgord-Limousin (Parc naturel régional Périgord-Limousin).

## Historik
Departementet bildades under franska revolutionen den 4 mars 1790 av den dåvarande historiska provinsen Périgord. Departementet var 1791 indelat i nio distrikt och 72 kantoner och hade 433 343 invånare. Den 17 februari 1800 ombildades de nio distrikten Bergerac, Belvès, Excideuil, Montignac, Mussidan, Nontron, Périgueux, Ribérac och Sarlat till fem arrondissement: Bergerac, Nontron, Périgueux, Ribérac och Sarlat. År 1926 upplöstes arrondisementet Ribérac och uppgick i Périgueux. Den 1 mars 1965 bytte arrondisementet Sarlat namn till Sarlat-la-Canéda.

## Kommuner
Departementet Dordogne är numera indelat i fyra arrondisement, 50 kantoner och 557 kommuner. De tre största städerna är Périgueux, Bergerac och Sarlat-la-Canéda.

## Sevärdheter
I Dordogne finns ett stort antal platser där arkeologiska fynd har gjorts. Här finns många grottor, delvis med hällristningar och hällmålningar från stenåldern. Bland annat ligger Lascauxgrottorna och Tourtoiracgrottorna i Dordogne. I departementet finns vidare ett stort antal borgar, slott och kloster. 

## Galleri

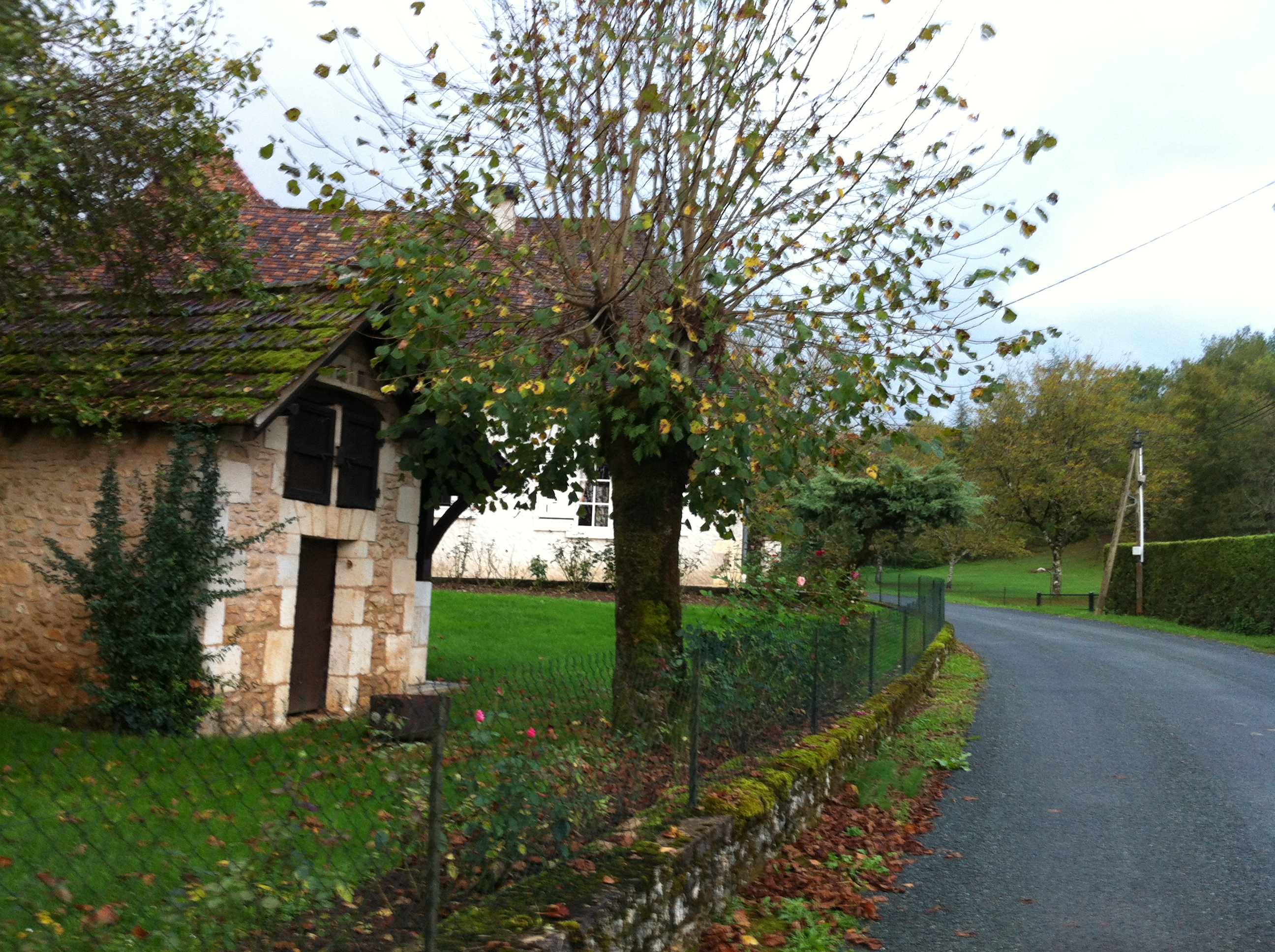
Savignac-Les-Églises i Périgord
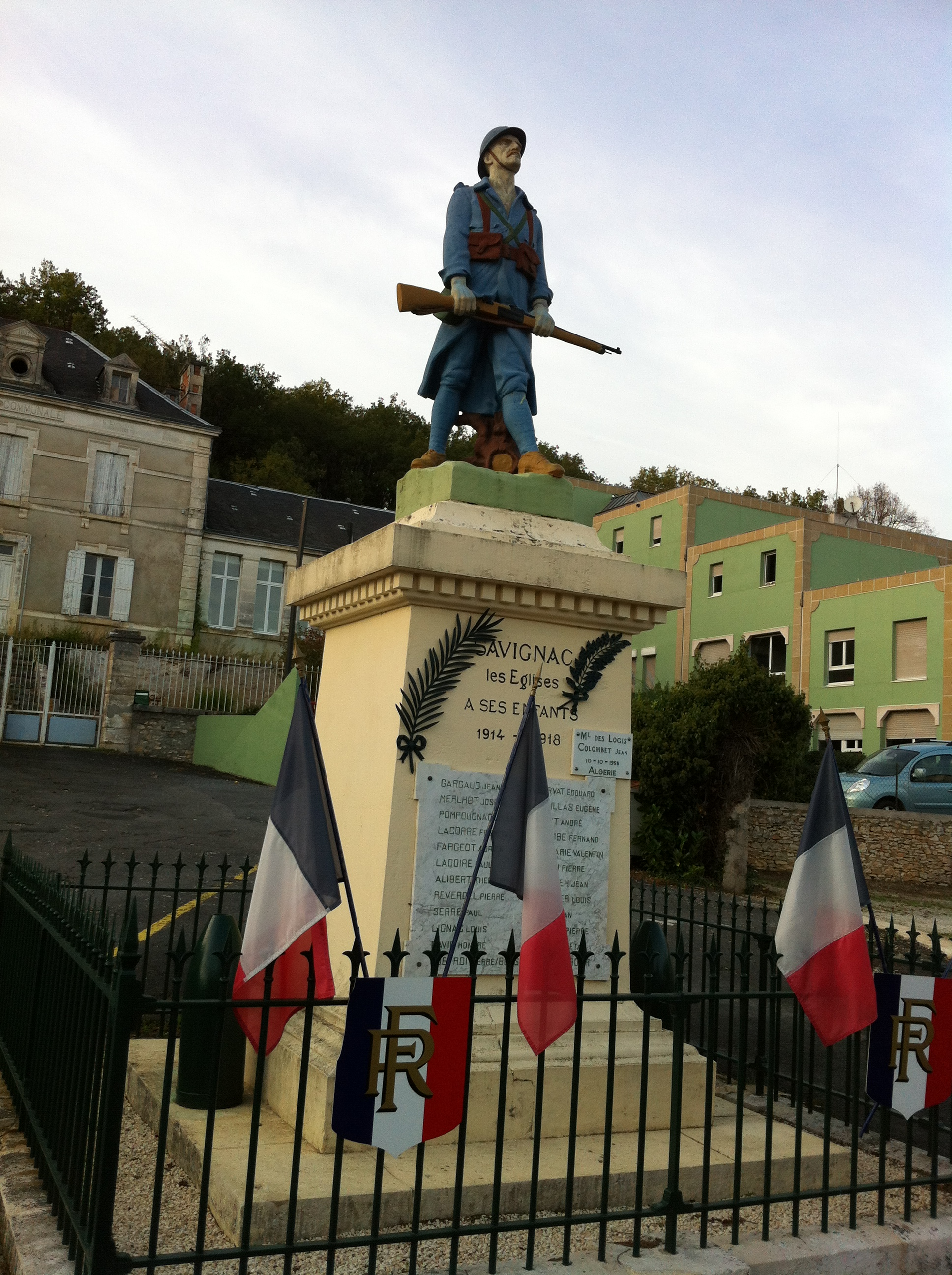
Savignac-Les-Églises
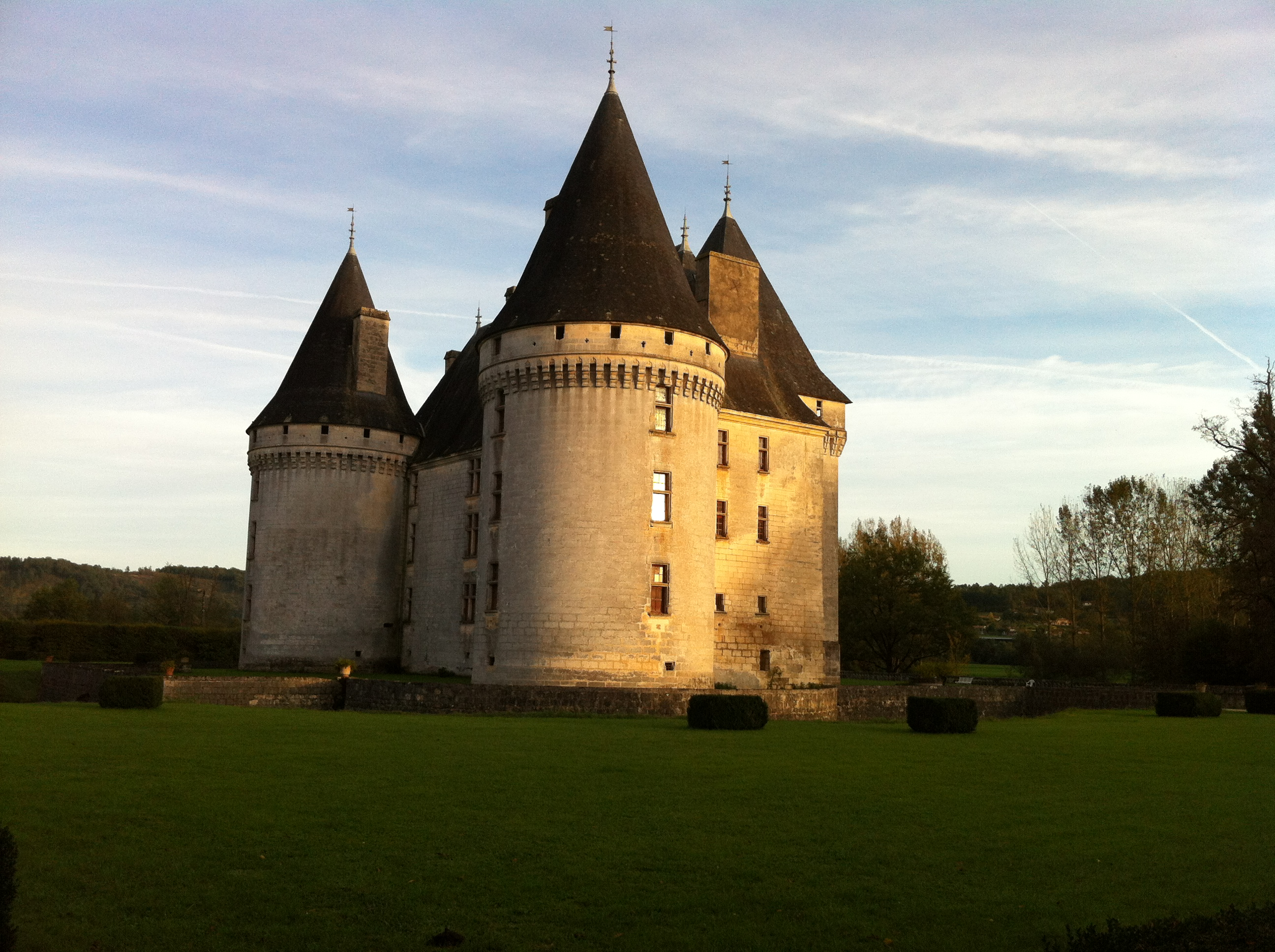
Slottet Château des Bories mellan Périgueux och Savignac-Les-Églises
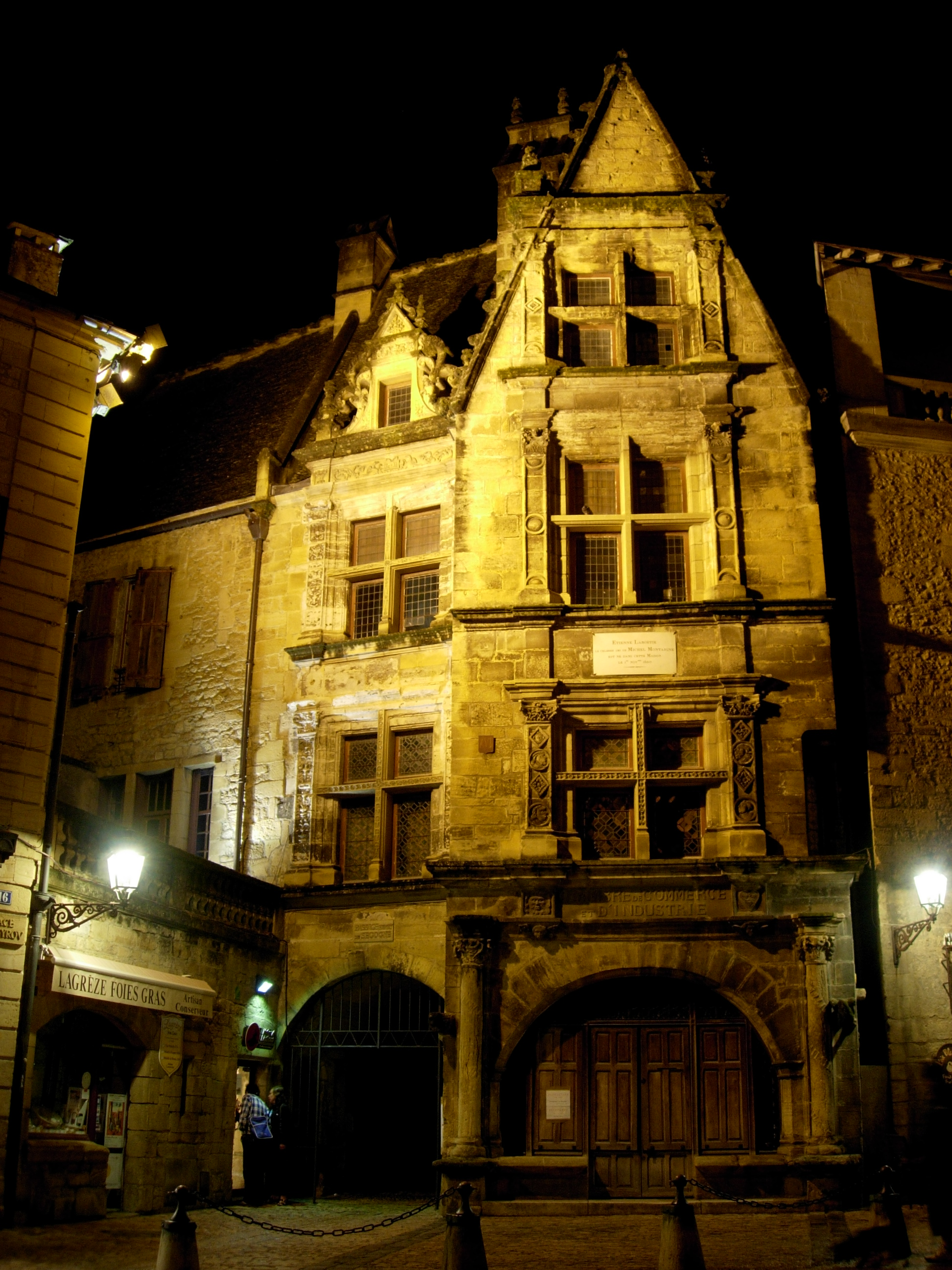
Sarlat-la-Canéda